# Quantico (serie de televisión)
Quantico es una serie de televisión estadounidense creada por Joshua Safran y protagonizada por Priyanka Chopra y Jake McLaughlin, la cual fue estrenada el 27 de septiembre de 2015 por la cadena ABC.
El 3 de marzo de 2016, ABC renovó la serie para una segunda temporada, que fue estrenada el 25 de septiembre de 2016. El 15 de mayo de 2017, ABC renovó la serie para una tercera temporada de solamente 13 episodios, que se estrenará el 26 de abril de 2018.
El 11 de mayo de 2018, ABC canceló la serie después de tres temporadas.

## Argumento
La serie sigue a unos jóvenes reclutas del FBI en su época de entrenamiento, valiéndose de flashbacks y flashforwards para descubrir quién de ellos es responsable del mayor ataque terrorista en Estados Unidos desde el ocurrido el 11 de septiembre de 2001.

### Primera temporada
Una prometedora recluta del FBI llamada Alex Parrish, se convierte en la principal sospechosa tras un ataque terrorista en la estación Grand Central. Alex debe demostrar su inocencia y desenmascarar a aquellos que intentan inculparla, por lo que debe recurrir a sus antiguos compañeros de clase para desenmarañar a la red terrorista y descubrir sus alcances, mientras que se conoce más de sus días como recluta mediante el uso de flashbacks. Finalmente, Alex logra demostrar su inocencia y descubre a la mente maestra detrás de los ataques.

### Segunda temporada
Una vez con su nombre limpio y tras haber salvado millones de vidas y haber descubierto quién estaba detrás de los ataques terroristas, Alex es reclutada por la CIA tras haber sido despedida del FBI y comienza a trabajar encubierta al lado de Ryan Booth. Mediante el uso de flashforwards, se revela que el presidente y la primera dama de Estados Unidos son mantenidos como rehenes al lado de otros líderes mundiales por un grupo terrorista que amenaza con asesinarlos si no cumplen con sus demandas.

### Tercera Temporada
Tres años después de que Alex huyera de Estados Unidos, ella lleva una vida tranquila en Italia donde conoció a Andrea y a su hija Isabela, con los cuales vive una vida feliz y llena de amor. Pero eso no dura mucho, cuando una noche asaltan su casa. Alex intenta descubrir quién va tras ella, cuando en su búsqueda se encuentra con Ryan, al cual dejó unos meses después de escaparse juntos. Ryan la saca de dudas, le cuenta la verdad sobre lo que está pasando y le dice que han secuestrado a Shelby, porque están buscando algo que Alex y Ryan tienen y además le confiesa que ahora Shelby es su mujer. Alex decide volver con Ryan a Nueva York a rescatar a Shelby. Ellos le piden ayuda a Owen, quien es ahora el subdirector del FBI. Una vez acabada la misión y habiendo rescatado a Shelby, Owen decide crear una unidad especial al margen de la ley y le ofrece a Alex un indulto presidencial para volver a formar parte del FBI y de esta unidad. A lo largo de la temporada, Alex y el equipo irán resolviendo nuevos casos que afectarán directamente a la seguridad nacional, aunque algunos les afectarán a ellos.

## Elenco principal
| Actor             | Personaje             | Temporada | Temporada |
| Actor             | Personaje             | 1         | 2         |
| ----------------- | --------------------- | --------- | --------- |
| Priyanka Chopra   | Alex Parrish          | Principal | Principal |
| Josh Hopkins      | Liam O'Connor         | Principal |           |
| Jake McLaughlin   | Ryan Booth            | Principal | Principal |
| Aunjanue Ellis    | Miranda Shaw          | Principal | Principal |
| Yasmine Al Massri | Nimah y Raina Amin    | Principal | Principal |
| Johanna Braddy    | Shelby Wyatt de Booth | Principal | Principal |
| Tate Ellington    | Simon Asher           | Principal |           |
| Graham Rogers     | Caleb Haas            | Principal |           |
| Anabelle Acosta   | Natalie Vázquez       | Principal |           |
| Russell Tovey     | Harry Doyle           |           | Principal |
| Pearl Thusi       | Dayana Mampasi        |           | Principal |
| Aarón Díaz        | León Vélez            |           | Principal |
| Blair Underwood   | Owen Hall             |           | Principal |

## Reparto de doblaje al castellano
| Personaje                                                                   | Actor original (Estados Unidos) | Actor de doblaje (España)            |
| --------------------------------------------------------------------------- | ------------------------------- | ------------------------------------ |
| Alex Parrish                                                                | Priyanka Chopra                 | Adelaida López                       |
| Nimah / Raina Amin                                                          | Yasmine Al Massri               | Isabel Fernández Avanthay            |
| Caleb Haas                                                                  | Graham Rogers                   | Juan Antonio Soler                   |
| Miranda Shaw                                                                | Aunjanue Ellis                  | Ana María Marí                       |
| Shelby Wyatt de Booth                                                       | Johanna Braddy                  | Inés Blázquez / Ana Jiménez (Sust.)  |
| Ryan Booth                                                                  | Jake McLaughlin                 | Rafa Romero                          |
| Créditos técnicos                                                           |                                 |                                      |
| Estudio de doblaje                                                          | Estudio de doblaje              | SDI MEDIA IBERIA, Madrid, Barcelona. |
| Director de Doblaje                                                         | Director de Doblaje             | Pablo del Hoyo                       |
| Traductor de doblaje                                                        | Traductor de doblaje            | Álvaro Méndez                        |
| Doblaje al español producido por Disney Character Voices International Inc. |                                 |                                      |

## Episodios
| Temporada | Temporada | Episodios | Emisión original         | Emisión original    |
| Temporada | Temporada | Episodios | Inicio                   | Final               |
| --------- | --------- | --------- | ------------------------ | ------------------- |
|           | 1         | 22        | 27 de septiembre de 2015 | 15 de mayo de 2016  |
|           | 2         | 22        | 25 de septiembre de 2016 | 15 de mayo de 2017  |
|           | 3         | 13        | 26 de abril de 2018      | 3 de agosto de 2018 |

## Desarrollo
El 23 de enero de 2015, la ABC ordenó la realización de un episodio piloto del proyecto, escrito por Josh Safran. El 7 de mayo, la cadena escogió el piloto para la realización de una serie. Originalmente, la serie fue programa para ser transmitida los martes a las 22:00 horas, sin embargo, tras la reestructuración de Of Kings and Prophets, la serie fue movida a los domingos, tomando el horario de Revenge y fue estrenada el 27 de septiembre de 2015.
El 13 de octubre, se dio a conocer que la serie recibió la orden para producir seis episodios más para la primera temporada para un total de diecinueve. Finalmente, se dio a conocer que la serie consiguió una temporada completa constante de veintidós episodios.

### Casting
El 9 de febrero de 2015, se dio a conocer que Tate Ellington fue elegido para interpretar a Simon Asher, un judío gay con un don para las lenguas extranjeras, mientras que Graham Rogers fue seleccionado como Caleb Haas. El 25 de febrero, se dio a conocer que Aunjanue Ellis y Dougray Scott fueron anunciados como Miranda Shaw y Liam O'Connor, respectivamente. Un día después, Priyanka Chopra fue elegida para dar vida a Alex Parrish. El 3 de marzo, Jake McLaughlin fue contratado para interpretar a Ryan Booth, así mismo, Johanna Braddy y Yasmine Al Massri también fueron anunciadas como parte del elenco principal de la serie. El 17 de julio, se dio a conocer que Josh Hopkins remplazaría a Dougray Scott.
El 15 de julio, se dio a conocer que Anabelle Acosta fue elegida para dar vida de forma recurrente a Natalie Vázquez, una expolicía de Laredo, Texas que gusta más de trabajar en solitario. El 4 de septiembre, Acosta fue promovida al elenco principal de la serie. El 20 de julio, Rick Cosnett obtuvo un rol recurrente interpretando a Elías Harper, un exabogado abiertamente gay que usa su sentido del humor en los casos del FBI. El 11 de septiembre, Jacob Artist fue elegido para dar vida a Brandon Fletcher, un amigable y seguro agente en entrenamiento que proviene de una familia adinerada pero trata de ser una persona humilde. El 6 de noviembre, se dio a conocer que Marcia Cross fue contratada para aparecer de forma recurrente interpretando a Claire Haas. El 24 de noviembre, se dio a conocer que Jay Armstrong Johnson, Lenny Platt y Li Jun Li fueron contratados para aparecer de forma recurrente en la segunda mitad de la primera temporada interpretando a los reclutas Will Olsen, Drew Perales e Iris Chang, respectivamente.
El 3 de junio de 2016 se dio a conocer que Russell Tovey se uniría al elenco principal interpretando a Harry Doyle. El 5 de julio, se dio a conocer que Blair Underwood fue contratado para interpretar al agente de la CIA Owen Hall. El 18 de julio Aarón Díaz fue anunciado como el intérprete de León Vélez, un reportero apareciendo de forma recurrente. En agosto de 2016, Díaz fue promovido al elenco principal.